# Casey Siemaszko
Casey Siemaszko é o nome artístico de Kazimierz A. Siemaszko (Chicago, 17 de março de 1961), um ator estadunidense, cujo pai é um polaco combatente da Segunda Guerra Mundial e uma mãe inglesa.
Seus papéis mais conhecidos são nos filmes De Volta para o Futuro, De Volta para o Futuro II, Conta Comigo, Os Jovens Pistoleiros, Admiradora Secreta e Ratos e Homens, no entanto é lembrado até hoje por estrelar a comédia adolescente dos anos 80, Three O'Clock High (br: Te Pego Lá Fora; pt: A Força dos Punhos) onde interpretou o protagonista, o estudante Jerry Mitchell. Na película, Mitchell tenta desesperadamente fugir de uma uma briga para a qual foi desafiado pelo brutamontes, Buddy Revell (Richard Tyson).

## Vida pessoal
É irmão da atriz Nina Siemaszko e formou-se na escola britânica de belas artes em 1984.